# Instytut Patrystyczny Augustinianum
Instytut Patrystyczny Augustinianum – uczelnia z siedzibą w Rzymie, w zależności od Stolicy Apostolskiej, agregowana do Papieskiego Uniwersytetu Laterańskiego. Specjalizuje się w studiach nad Ojcami Kościoła, a w szczególności nauczaniem Augustyna z Hippony. Jest jedyną na świecie uczelnią nadającą stopień naukowy doktora nauk patrystycznych (doctor in scientiis patristicis). Posiada jedną z lepszych bibliotek z tej dziedziny. Księgozbiór liczy ok. 60 tys. tomów i 500 tytułów czasopism. Wydaje czasopismo Augustinianum i serię wydawniczą Studia Ephemeridis Augustinianum (skrót: SEA). Od 2008 r. współpracuje z Uniwersytetem Rzymskim La Sapienza.

## Niektórzy byli profesorzy sławy światowej „Augustinianum”
Carolo Alonso, O.S.A., Angelo Di Berardino, O.S.A., Robert De Simone, O.S.A., Nello Cipriani, O.S.A., Card. Prosper Grech, O.S.A., Reginaldo Grégoire, O.S.B., Jean Gribomont, O.S.B., Vittorino Grossi, O.S.A., Adalbert Hamman, O.F.M., Salvatore Lilla, Jean Malet, O.S.B., Maria Grazia Mara, Michael Mees, O.F.M. Conv., Tito Orlandi, Antonio Quacquarelli, Manlio Simonetti, Paolo Siniscalco, Marek Starowieyski, Basil Studer, O.S.B., Agostino Trapè, O.S.A.

## Niektórzy polscy doktorzy teologii i nauk patrystycznych studiujący na uczelni
Stanisław Longosz, Tomasz Kaczmarek, Henryk Pietras, Antoni Źurek, Wojciech Łazewski, Bazyli Degórski, Kazimierz Gurda, Ryszard Selejdak, Arkadiusz Baron, Leszek Misiarczyk, Krzysztof Modras, Adam Łuźniak, Bernard Jarosław Marciniak, Mirosław Mejzner, Tomasz Skibiński, Damian Mrugalski, Dariusz Kasprzak, Adam Tondera, Jan Słomka, Jarosław Woch, Dariusz Zalewski